# McCurtain (Oklahoma)
McCurtain – miasto w Stanach Zjednoczonych, w stanie Oklahoma, w hrabstwie Haskell.